# Los Millares
Los Millares es un yacimiento arqueológico localizado en el término municipal de Santa Fe de Mondújar, en la provincia de Almería (España). Se trata de un asentamiento prehistórico de la Edad del Cobre (3200-2200 a. C), formado por un poblado y su necrópolis con una extensión de 6 y 13 hectáreas respectivamente. Investigadores y científicos demostraron en el año 2020 que Los Millares fue la primera ciudad establecida de toda la península ibérica hace más de 5000 años. Además, está considerado por científicos e historiadores como uno de los más importantes asentamientos de esta cultura en Europa y en el mundo. El yacimiento se localiza sobre un gran espolón amesetado que forman el río Andarax y la rambla de Huéchar, donde se construyó un poblado con cuatro líneas de muralla, una necrópolis formada por unas 80 tumbas colectivas y una doble línea de fortines que controlan visualmente los accesos a todo el conjunto arqueológico.

## Introducción
El descubrimiento del yacimiento está relacionado con la construcción de la línea ferroviaria Almería-Linares a finales del siglo XIX. El asentamiento fue descubierto e investigado por primera vez por Luis Siret y Pedro Flores. El estudio se centró en la necrópolis, en diversas estructuras del poblado y en el levantamiento de distintas planimetrías del conjunto y de algunos de sus fortines. Tras la publicación de los primeros trabajos, la comunidad científica lo ha considerado como uno de los yacimientos arqueológicos más importantes de Europa para el estudio y la comprensión de la Edad del Cobre por su monumentalidad, complejidad y nivel de investigación. Durante la década de los años 40 Georg y Vera Leisner recopilaron y sistematizaron la información anterior, siendo publicada en el corpus sobre megalitismo en el sur de la península ibérica Die Megalithgräber der Iberischen Halbinsel. Der Süden (1943).
Tras décadas de abandono, los profesores Antonio Arribas y Martín Almagro, realizaron otra serie de intervenciones centradas en parte en una extensa área de la necrópolis, reexcavando las tumbas anteriores e iniciándose, por primera vez, la excavación del tramo central de la Línea I de la muralla, que puso al descubierto la verdadera dimensión y complejidad del poblado y sus murallas.

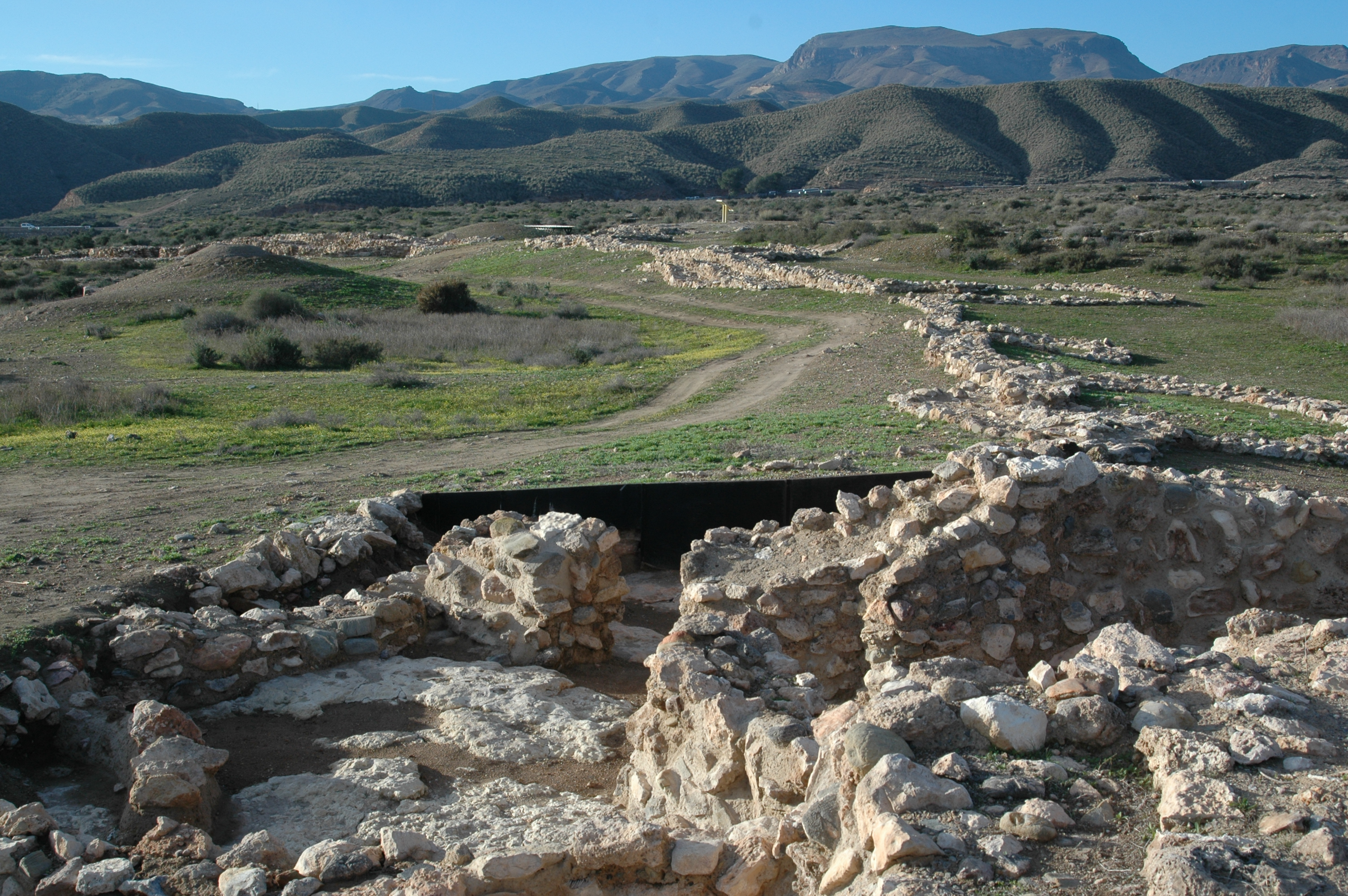
Línea I de las murallas del poblado vista desde la zona norte

Desde la década de los 80 la Universidad de Granada, bajo la dirección de Antonio Arribas y Fernando Molina, ha desarrollado un proyecto centrado en la investigación sistemática de Los Millares, definiéndose la organización interna del poblado, su secuencia cronológica, el estudio de los fortines, centrados estos últimos fundamentalmente en los Fortines I y V. Asimismo, se han desarrollado numerosos estudios e investigaciones sobre antracología, carpología, arqueozoología y geoarqueología que ofrecen una visión más exacta sobre el paleoambiente, la economía y los modos de vida en el poblado de Los Millares y su entorno.
La Junta de Andalucía, al mismo tiempo, ha financiado diversos trabajos de conservación del yacimiento arqueológico, que culminaron con una consolidación de todas las estructuras arqueológicas presentes en el poblado —líneas de murallas, cabañas, etc.—, así como diversas intervenciones en los Fortines I y V y la rehabilitación de la Venta de Los Millares-Centro de Recepción, que alberga una exposición permanente sobre la investigación llevada a cabo en el asentamiento. Del mismo modo, durante 2005 también se impulsó un proyecto de difusión como la construcción ex novo de un Espacio Didáctico que recrea un área de la necrópolis, la muralla y diversos espacios dómésticos del yacimiento a escala real. Recientemente se han incorporado las técnicas de realidad aumentada (RA) en la que, mediante el uso de imágenes 3D, los visitantes pueden conocer in situ una reconstrucción integral de diversas tumbas colectivas y la Línea I de la muralla. Las armas eran lanzas, cuchillos, hachas... La cerámica se distinguía por tener vasijas y distintos tipos de platos. Los enterramientos eran sencillos: se enterraba a la persona en un hoyo y se le cubría por tierra.

## Yacimiento arqueológico

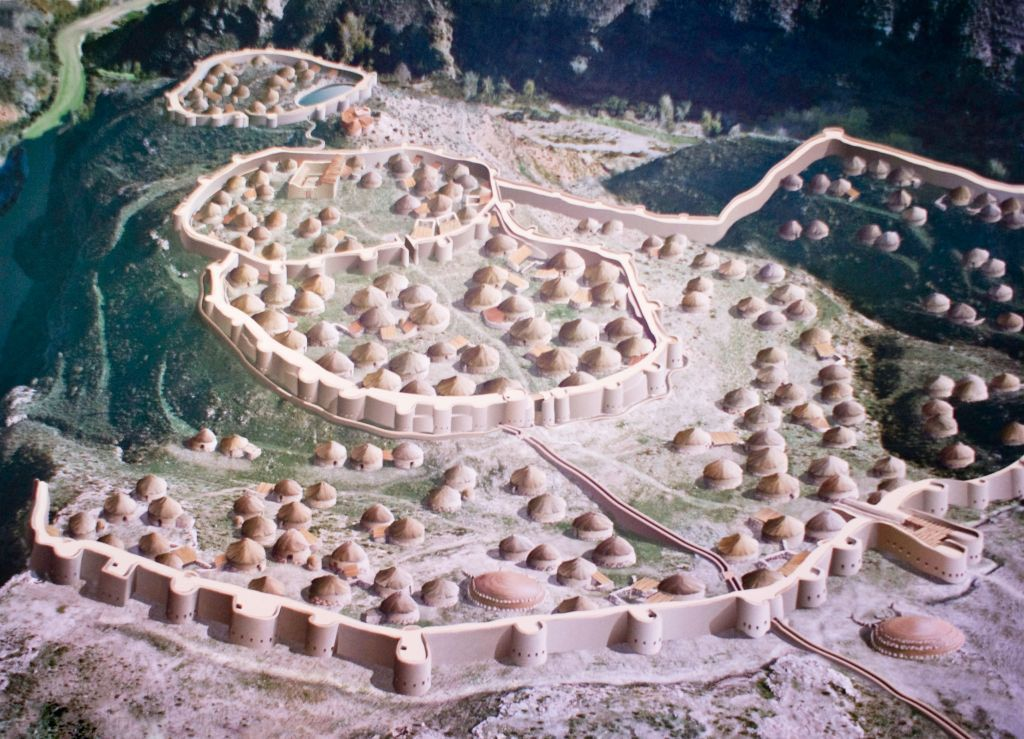
Recreación de Los Millares en su momento de apogeo.

### Poblado
El poblado de Los Millares está formado por cuatro líneas de muralla concéntricas, así como una ciudadela en el espacio más interno protegida por una muralla que la rodea. Situado sobre un espolón amesetado fue elegido por su posición estratégica, que controla el acceso desde el mar y los pasos desde la Sierra de Gádor por la Rambla de Huéchar mediante la construcción de una doble línea de fortines. 
El poblado se localiza en el interior de las murallas encontrándose cabañas de planta circular, cuyas dimensiones pueden oscilar entre los 2,5 a los 6,20 metros. Estas se construyeron mediante zócalos de mampostería de piedra trabadas con barro sobre los que alzaban paredes de barro y cañizos. La cubierta, construida a base de ramajes, materias vegetales (espartos, taray, etc.) y barro, se soportaba sobre las paredes y una serie de postes situados en el interior de las cabañas. El interior de las viviendas presenta hogares, bancos adosados a las paredes y pequeños recintos delimitados con lajas de piedra hincadas verticalmente que sirvieron para colocar vasijas de almacenamiento, junto a áreas de molienda de cereal. Asociadas a las cabañas también se han podido documentar fosas de distinto tamaño interpretándose en unos casos como silos y en otros como cisternas. 

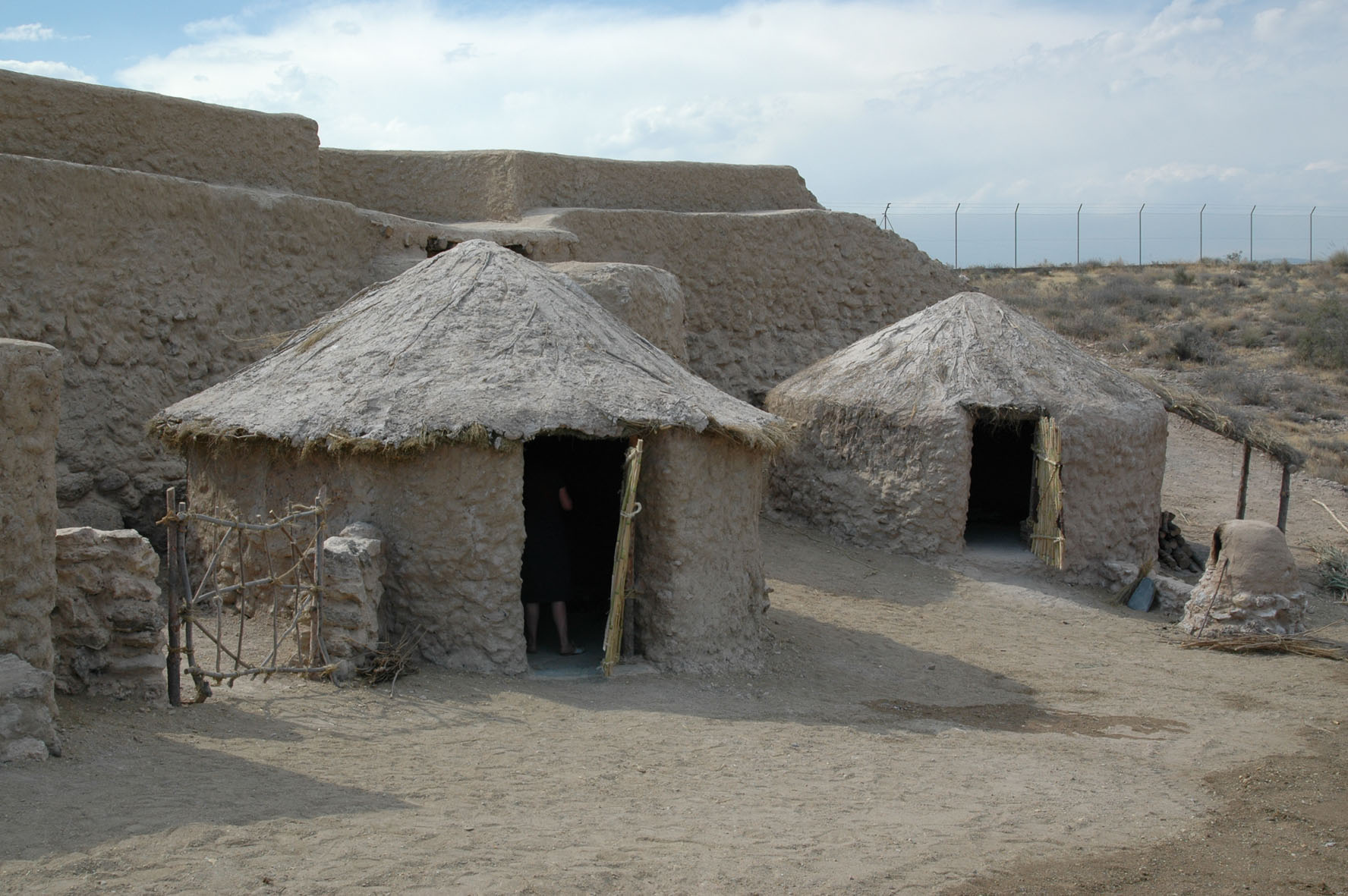
Cabañas reconstruidas en la zona interpretativa de Los Millares

Junto a las viviendas destacan otro tipo de estructuras como diversos talleres metalúrgicos y un edificio singular. El taller metalúrgico mejor conservado se localiza junto a la línea III del poblado, de forma cuadrangular, con unas dimensiones de 8 por 6,50 metros.
En el interior destacan los restos de varias estructuras: una fosa donde se hallaron restos de mineral de cobre, un horno delimitado por un anillo de barro endurecido por el fuego con un hueco mayor en la parte central para introducir el crisol donde la malaquita y la azurita se fundían y una estructura de lajas de piedra, situada junto a una de las esquinas de entrada al edificio. 
Por otro lado, destaca el edificio singular, que ocupa la parte central de la explanada más interna en el interior de la Línea III, cuyas dimensiones superan al resto de las estructuras documentadas hasta el momento en el yacimiento. Así, este edificio se ha interpretado como un palacio-almacén, un edificio de carácter religioso o un edificio singular. Asimismo, otras estructuras relevantes son los restos de una antigua conducción de agua o canal que trascurría por la necrópolis hasta llegar a la parte más interior del poblado y varios espacios aún sin excavar que son interpretados como cisternas para el almacenamiento de agua. 
La ciudadela corresponde al espacio central del asentamiento. Tiene otra muralla que la rodea, quedando aislada del resto del poblado, según describen las curvas de nivel del terreno. En este lugar se localiza una de las cisternas localizada ya durante las excavaciones de Luis Siret. 

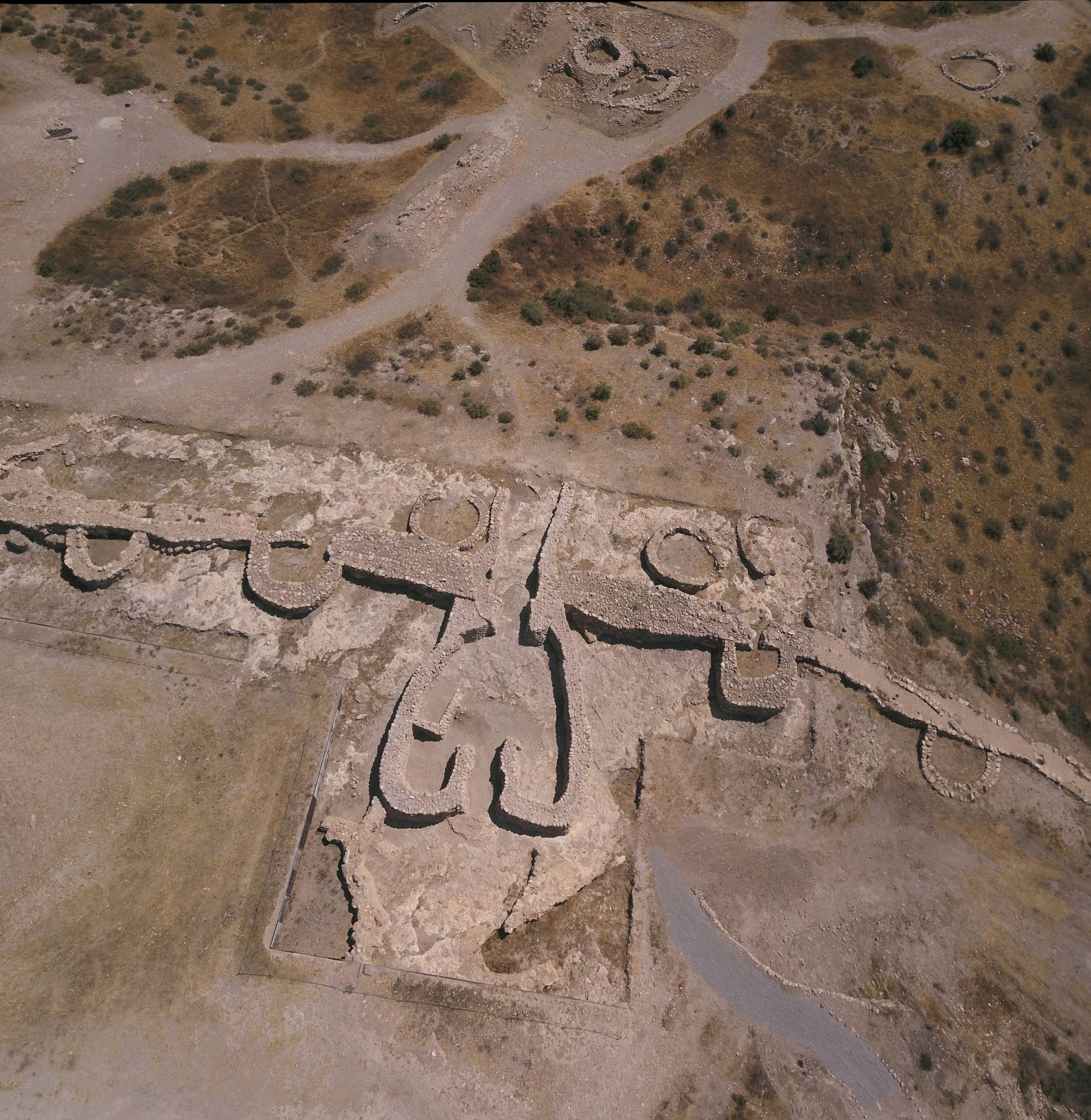
Vista aérea de la puerta principal o barbacana

Cada uno de los espacios anteriores queda rodeado por una muralla, existiendo hasta cuatro líneas diferentes de cerca (Líneas I, II, III, IV), que corresponderían a sucesivas ampliaciones del poblado. Destacan por su monumentalidad y complejidad la Línea I o Muralla Exterior que presenta varios accesos, destacando la barbacana o puerta central. Construida al comienzo como una simple entrada al poblado abriendo un vano en la muralla, se fue complicando paulatinamente hasta convertirse en una gran puerta monumental formada por dos antenas que se extienden hacia el exterior de la muralla; y la Puerta Sur localizada a unos 100 m de la anterior, formada por otra pequeña barbacana con acceso lateral desde ambos lados. 

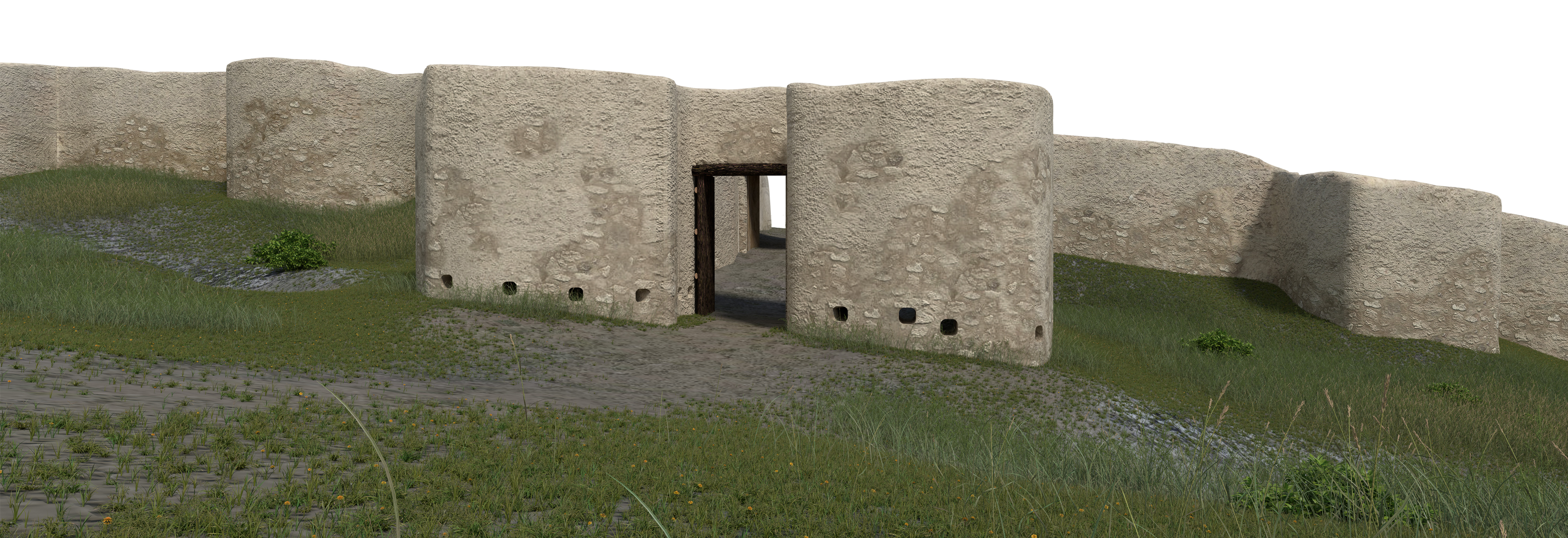
Reconstrucción virtual de la puerta principal de la Línea I

### Necrópolis

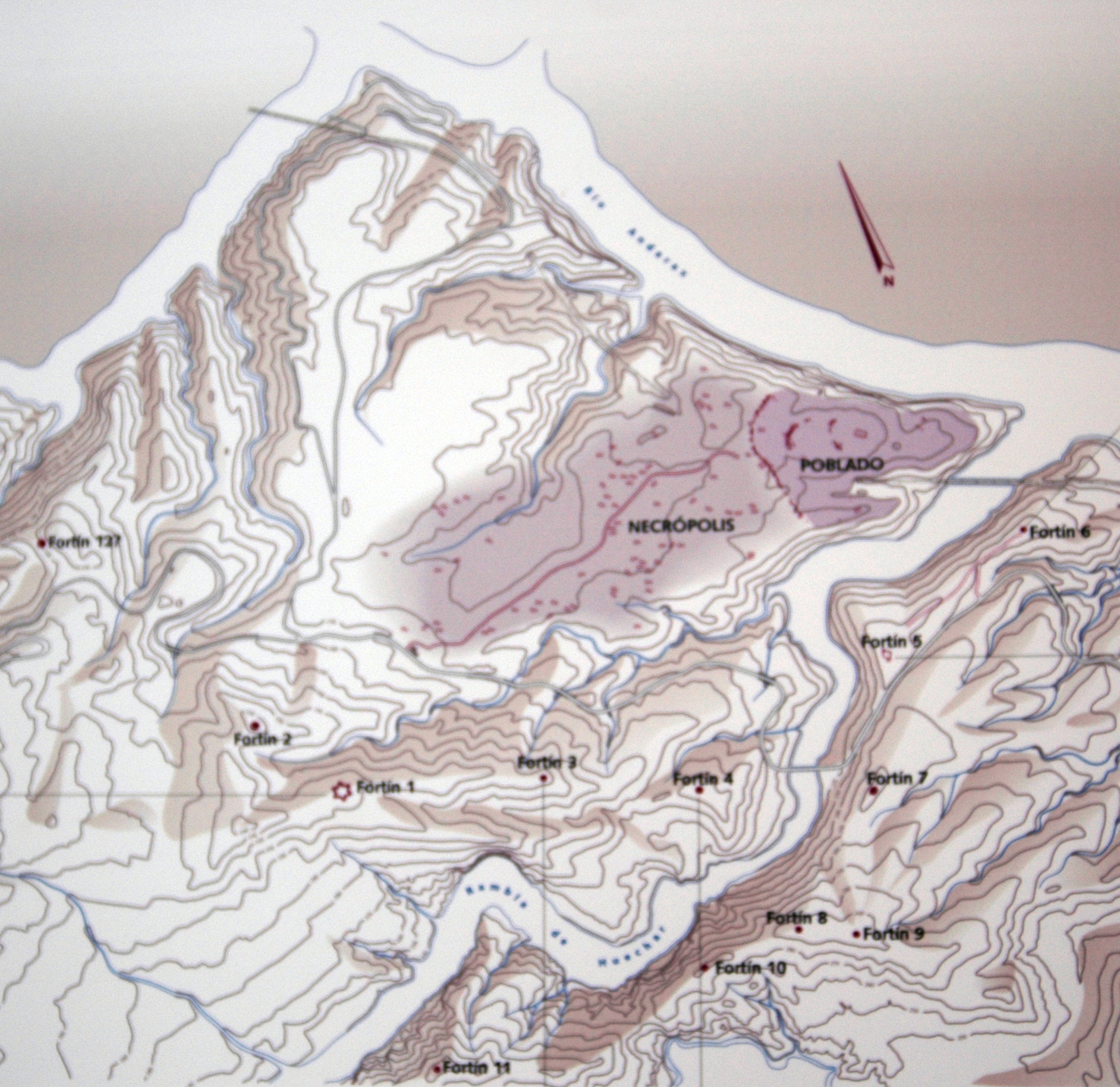
Plano general del poblado, la necrópolis y los fortines

Está formada por unas 80 tumbas colectivas de grandes dimensiones (tholoi) situadas sobre la parte occidental de la meseta en el exterior del poblado ocupando unas 13 hectáreas. El área de necrópolis fue excavada por Luis Siret y Pedro Flores levantando varios croquis y planimetrías. Durante los últimos años, dada la importancia de la necrópolis hay numerosos investigadores que han realizado distintos trabajos sobre la distribución espacial de las sepulturas, sus ajuares, su tipología constructiva, etc.

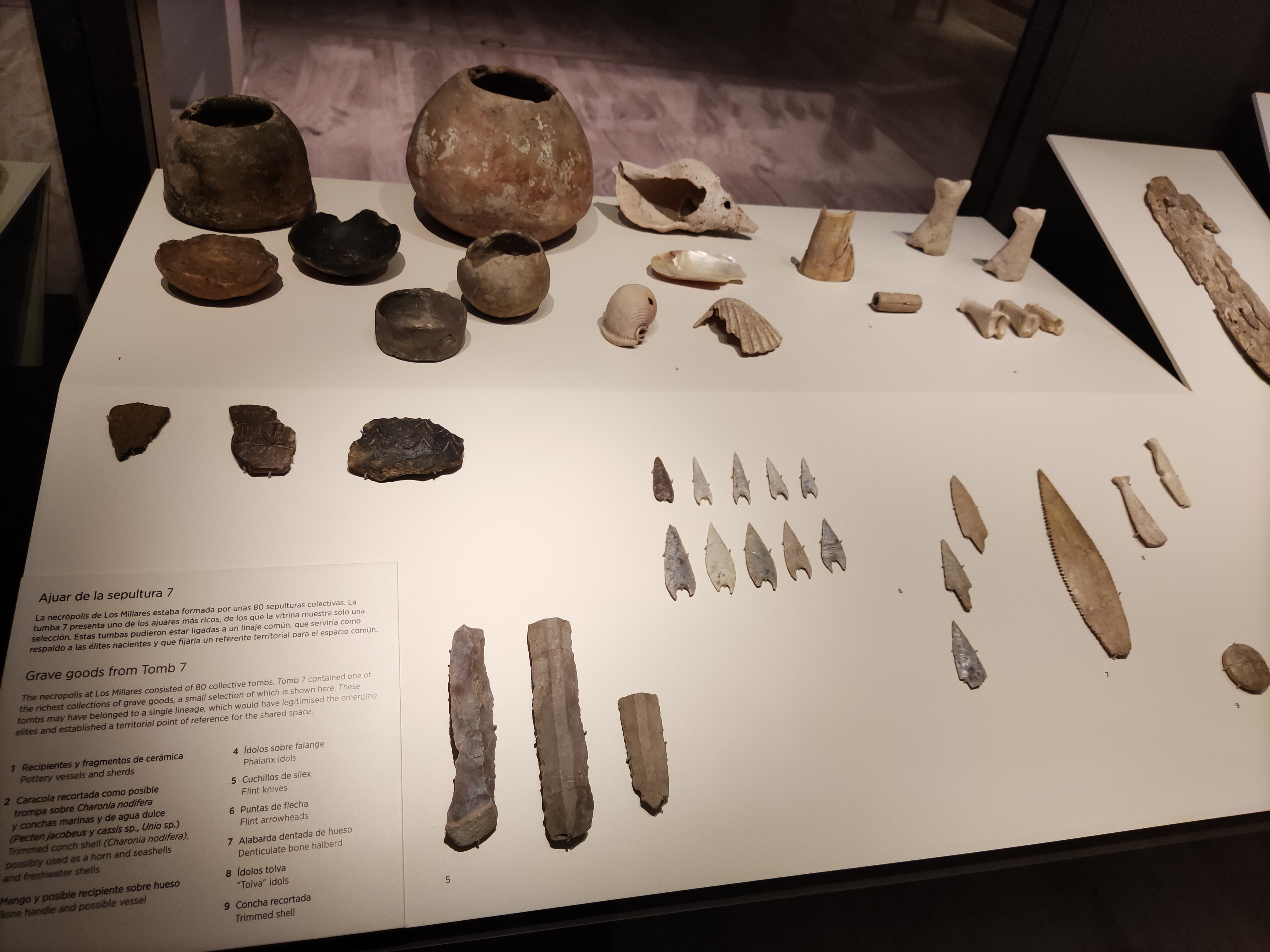
Muestra del ajuar sepultura número 7, una de las más completas. Necrópolis de Los Millares. Museo Arqueológico Nacional.

Así se pueden diferenciar varios tipos constructivos:
1. Sepulturas de mampostería con corredor de acceso y cámara circular cubierta por una falsa cúpula
2. Sepulturas de mampostería con corredor de acceso y cámara circular cubiertas por techumbre plana de materia orgánica
3. Sepulturas con cámara excavada parcial o totalmente en la roca
4. Sepulturas megalíticas ortostáticas (3 sepulturas)
5. Varias cistas, aunque a cierta distancia de Los Millares, y pertenecientes al Bronce Final

En general la mayoría de las tumbas de Los Millares tienen una cámara circular con un diámetro entre los 3 y 6 m, construidas con mampostería irregular, revestida por un zócalo de esquistos, decorado en ocasiones con pinturas, con una falsa cúpula realizado por aproximación de hiladas de piedra que cierran su techumbre, y que en ocasiones estaba sujeto por una columna central; y un corredor de longitud y anchura variable, que suele estar compartimentado por esquistos perforados a modo de anillos por los que se accede al interior de la cámara, que a veces presentan nichos laterales. El conjunto es antecedido normalmente por un vestíbulo trapezoidal, donde se localizan en ocasiones betilos, o pequeñas piezas cilíndricas que podrían representar a los distintos individuos enterrados en su interior. La cubierta se enterraba con un túmulo de tierra quedando completado por un sistema de anillos concéntricos formado por lajas de piedra.
El número de inhumaciones en cada tumba varía desde los 20 a los 100 individuos, por lo que se trata de enterramientos colectivos. Así, en muchas ocasiones el espacio interno puede quedar totalmente ocupado tanto en la cámara, como en sus nichos laterales e incluso en el corredor. Entre los ajuares documentados destacan vasijas cerámicas como las cerámicas simbólicas, campaniformes, y objetos fabricados con materiales exóticos como marfil, huevos de avestruz, elementos de cobre, puntas de flecha y hojas de sílex, hachas e ídolos de hueso. Las tumbas forman distintos grupos distribuidos por distintas zonas de la meseta, formando diferentes agrupaciones que posiblemente reflejen distintas relaciones familiares, sociales, o simbólicas.

### Fortines
El control territorial es una de las características fundamentales que aparecen a lo largo del III milenio a. C. acentuado en el caso de Los Millares mediante la construcción de una serie de fortines alrededor del poblado. Estos fortines se construyen durante el Cobre Pleno (2500 a. C.). Están defendidos por murallas concéntricas a las que se le adosan bastiones y puertas de entrada protegidas por muros antepuestos, siendo el caso más llamativo por su estructura y complejidad el Fortín I. 
Este fortín tiene una doble línea de murallas concéntricas y dos fosos que rodean toda la muralla exterior con una profundidad de hasta 6 metros del foso interno. La muralla interna corresponde al momento más antiguo y la muralla exterior se construye posteriormente, con un diámetro de casi 30 metros, tras el abandono del recinto interno. Estas murallas se completarían con una serie de torres y bastiones que se abren desde las murallas, habiendo dos barbacanas situadas al este y al oeste con entradas en recodo. 
Entre ambas murallas quedan distintos espacios abiertos donde se han localizado varias cabañas de planta oval, apareciendo en una de ellas un taller para la producción de puntas de flecha de sílex. Además existen otros espacios abiertos dedicados a actividades como la molienda de cereal y el procesamiento de la sal junto a un área de almacenamiento con grandes vasijas cerámicas. También se ha excavado una cisterna para el almacenamiento de agua. Así, algunas de las interpretaciones que se le han asignado al fortín serían una función estratégica y militar, actividad productiva, actividades de aprendizaje —iniciación en la talla de puntas de flecha,— y actividades rituales o simbólicas. 
El Fortín 5, situado sobre la margen derecha de la Rambla de Huéchar, también ha sido excavado sistemáticamente, formado por una muralla de forma más o menos ovalada, a la que se adosan dos bastiones y dos puertas de acceso en su lado norte y sur. Estos vanos quedan flanqueados por sendas barbacanas en un momento posterior. En el interior se documentaron diversas estructuras de molienda y hogares, siendo afectado al igual que en otros fortines por un incendio.
Del resto de los fortines, algunos se encuentran sin excavar y otros tienen una estructura menos compleja formando recintos poligonales (Fortín 4) y en otras ocasiones de planta circular (Fortínes 3 y 6).

### Cronología
La cronología y temporalidad del yacimiento de los Millares se basa en una serie de 44 dataciones radiocarbónicas, de las cuales 20 proceden de la necrópolis, 14 al poblado y 10 a los fortines. El análisis de esta serie permite establecer la siguiente secuencia cronológica. Los Millares fue en primer lugar un lugar funerario. Las primeras sepulturas fueron construidas entre el 3220−3125 a. C. Tras 200 años de uso funerario se documentan las primeras evidencias de asentamiento en torno al 3090−2955 a. C. El ser anterior el uso ritual y funerario de Los Millares sugiere que la localización del asentamiento podría haber estado determinada por el significado simbólico y sagrado del sitio.
En la transición entre el cuarto y el tercer milenio se produciría, por tanto, la fundación del poblado de los Millares junto a la necrópolis. La datación de los diferentes recintos o murallas que delimitan el área habitada sugiere su construcción en un corto intervalo temporal, de forma que a principios del tercer milenio a. C. el asentamiento habría alcanzado su máxima extensión. Durante los siglos posteriores, las actividades funerarias y asociadas al hábitat adquirieron un importante desarrollo. El poblado alcanzó unas dimensiones, concentración poblacional y monumentalidad desconocidas hasta el momento en la península ibérica.
A mediados del tercer milenio (ca. 2500 a. C.) nuevos cambios transformaron el sitio de los Millares. Según las dataciones radiocarbónicas, la mayor parte de poblado fue abandonado en estos momentos, y solo el recinto interior, denominado como ciudadela permaneció ocupado. En esos momentos se construyeron los pequeños asentamientos o “fortines” y se habitaron. Por tanto, la coexistencia entre el poblado y los “fortines” solo se produjo durante un corto periodo de tiempo, no más de un siglo, cuando la mayor parte del poblado ya había sido abandonado. El final tanto de la necrópolis, como del recinto más interno del poblado y de los “fortines” se produciría en torno al ca. 2200 a. C., coincidiendo con los cambios culturales que dieron origen al desarrollo de la Cultura de El Argar.

| CUADRO CRONOLÓGICO |          |              |
| Necrópolis         | Inicio   | 3220−3125    |
| Necrópolis         | Final    | 2390−2295    |
| Necrópolis         | Duración | 720−835 años |
| Poblado            | Inicio   | 3090−2955    |
| Poblado            | Final    | 2515−2365    |
| Poblado            | Duración | 440−615 años |
| “Fortines”         | Inicio   | 2510−2380    |
| “Fortines”         | Final    | 2420−2290    |
| “Fortines”         | Duración | 1−125 años   |

### Paisaje
La aridez actual del Sureste español no corresponde con el clima que existía durante el IV y III milenio a. C. Los datos que ofrecen distintas disciplinas —Antracología, Carpología, Arqueozoología y la Geoarqueología— demuestran la presencia de un medio natural bastante diferente al actual. A pesar de tener una pluviometría bastante parecida a la actual, la presencia de una cobertura vegetal y suelos más profundos garantizaba la conservación de humedad y el cultivo de plantas. 

El paisaje circundante de Los Millares pertenecía al piso mesomediterráneo formando una cobertura vegetal compuesta por encinares, pino silvestre, coscojales, lentiscos, acebuches, al que se le unía un sotobosque formado por plantas como el lentisco, el romero, las jaras, los enebros, etc. Además aparecen otras especies como el sauco, el taray, el sauce, el fresno, el álamo, todas especies relacionadas con el curso de los ríos y ramblas cercanas. Ello indicaría la presencia de cursos de agua más continuos que en la actualidad. Las talas de árboles para su empleo en actividades de cocina, construcciones, fundición, terrenos de cultivo, así como un pastoreo intensivo durante más de mil años de ocupación acabaron afectando a la vegetación circundante.

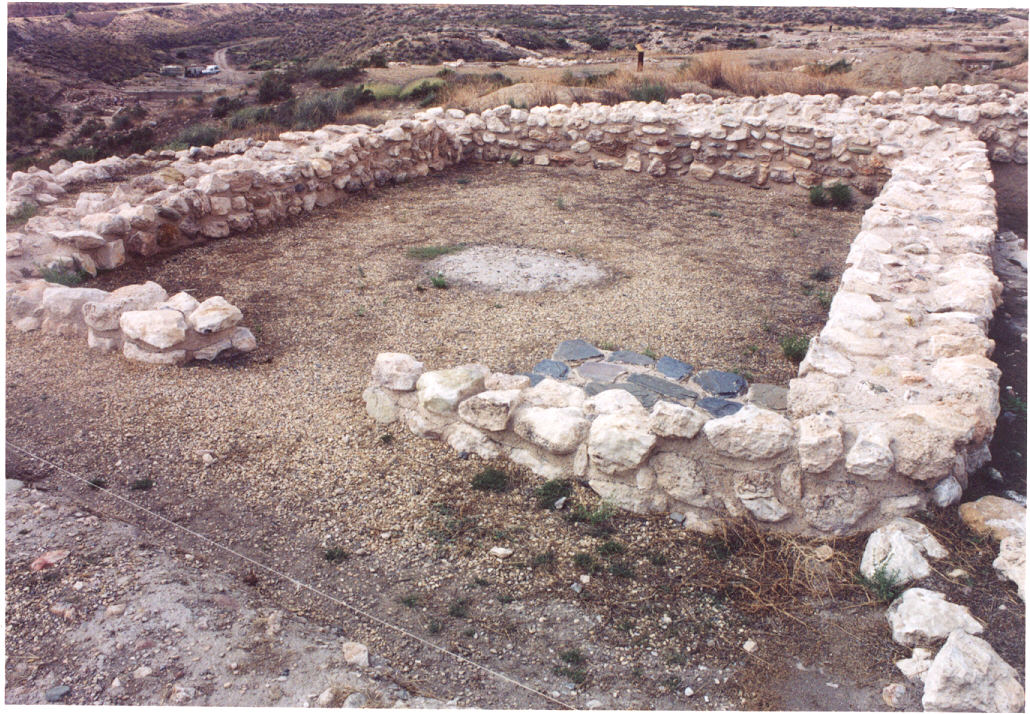
Edificio de planta cuadrada de Los Millares identificado como taller metalúrgico.

### Economía
La base de la economía de Los Millares era el ganado, aprovechando no solo la carne y los productos secundarios —leche, queso, etc.— sino su utilización como tracción animal, siendo también una forma para la acumulación de la riqueza. Así, según los estudios faunísticos, especies como la cabra y la oveja representan un 37,5 % del total, con un dominio de las hembras adultas relacionado con la obtención de productos como la leche y la lana. Los bóvidos representan otro 37,7 %, aunque con diferencias entre el poblado y en los fortines, en estos últimos con escasa presencia. En cuanto a los cerdos, ocupan un 22,8 % y eran sacrificados para su consumo. Además aparecen representados especies silvestres como el conejo, el ciervo, la cabra pirenaica, el jabalí, así como otras menos frecuentes como el zorro, el tejón, el lince, el urogallo, la rata de agua y el ánade real, etc. 
El consumo de plantas en Los Millares está representado en su gran mayoría por la cebada, el trigo, el haba y el guisante. La escasez de elementos de hoz hace pensar que los habitantes del poblado no cultivarían directamente el trigo y la cebada, sino que más probablemente llegarían como alimentos ya procesado -siega y trilla- listos para su molienda. Además han aparecido otros restos de semillas como aceitunas, uvas y bellotas. Asimismo, el esparto sería fundamental para la elaboración de elementos de cestería, utensilios, contenedores, cuerdas, alpargatas, etc. 
Las actividades artesanales también están presentes en el yacimiento destacando la metalurgia; la industria lítica tallada, y más concretamente la producción de puntas de flecha; la fabricación de herramientas de piedra pulimentada -martillos, molinos, hachas y azuelas-; la producción de cerámica a mano, de tipo doméstico de pasta naranja en la que se producen platos, fuentes y cazuelas, así como cerámicas simbólicas con decoraciones pintadas o incisas en las que se representan cérvidos, ojos-soles, zig-zag, triángulos, etc.; y en momentos avanzados hacia 2500 a. C. aparece la alfarería campaniforme con diseños en bandas y metopas con incisiones o impresiones sobre la pasta cerámica. Los análisis de pastas indican la circulación a grandes distancias de ciertos elementos de prestigio como la cerámica campaniforme, que en los casos más antiguos proceden de la zona portuguesa como la desembocadura del Tajo. 
Algunas de estas actividades solo las realizaban algunos artesanos, lo que implica la presencia de una especialización para la manufactura y fabricación de ciertos productos como la metalurgia o la talla de puntas de flecha. Así, la aparición de un taller metalúrgico localizado en el interior de la Línea III indica un alto nivel de especialización en dichas producciones, existiendo artesanos que elaboran útiles domésticos, armas, hachas, escoplos y sierras, etc. La producción metalúrgica en Los Millares debió de ser importante, considerándose para algunos investigadores el motor del cambio social.

### Organización política
Desde finales del siglo XIX hasta mediados de los años 70 la investigación sobre los yacimientos calcolíticos en la Península estuvo centrada en una  pugna entre dos concepciones idealistas: orientalismo y occidentalismo. La inmensa mayoría de los investigadores hasta ese momento, como Luis Siret y los Leisner mantenían que el desarrollo de estas poblaciones estaba relacionada con la llegada de colonos del Mediterráneo Oriental, excepto algunas excepciones como Bosch Gimpera que defendía un autoctonismo. 
Estos planteamientos comienzan a cambiar o a suavizarse tras la aparición de las primeras dataciones de Carbono 14, que demostraron que las sepulturas colectivas y las fortificaciones de la península ibérica eran más antiguas que las del Mediterráneo Oriental. Los trabajos y publicaciones realizadas por Antonio Arribas y Martín Almagro durante los años 50 plantean un origen autóctono de esta cultura. 
A partir de la década de los 70 se comienzan a desarrollar teorías sobre los cambios sociales producidos durante el IV-III milenio en el S.E peninsular, haciendo hincapié unos investigadores en el crecimiento demográfico, las condiciones climáticas, la especialización de los artesanos, la introducción de técnicas de irrigación, o la acumulación de riqueza a través del control de los distintos sistemas de producción.

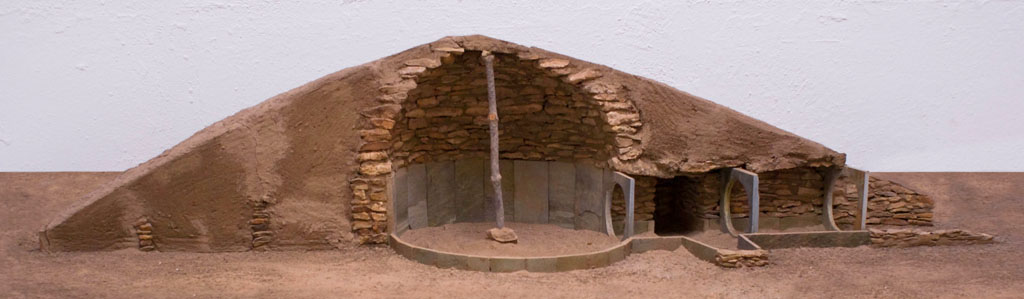
Enterramiento de Los Millares

De esto modo, Robert Chapman analiza la necrópolis de Los Millares y rechaza la clasificación tipológica/cronológica realizada por anteriores investigadores como los Leisner, proponiendo que las diferencias presentes en los ajuares, en los tipos de tumbas y su localización dentro de la necrópolis representan enterramientos de distintos grupos sociales. C. Mathers defiende una combinación de varios factores como la presencia de una variabilidad de ecosistemas locales, estrategias económicas intensivas, la posibilidad de diversificar los asentamientos, el uso de la tierra y una progresiva centralización, fueron las causas que hicieron surgir la aparición de élites sociales. Desde la perspectiva del materialismo cultural, Antonio Ramos explica el  cambio social como una transformación debida a la presión demográfica y la necesidad de una mayor energía alimentaria. Por otro lado, investigadores como Fernando Molina y Juan Antonio Cámara defienden la presencia de desigualdades sociales y un acceso restringido a las élites del poder y la riqueza como consecuencia de la aparición de centros especializados en determinados recursos como la metalurgia, el control de los bienes de prestigio y la aparición de poblados agrícolas dependientes y tributarios.

### Territorio durante el IV-III milenio

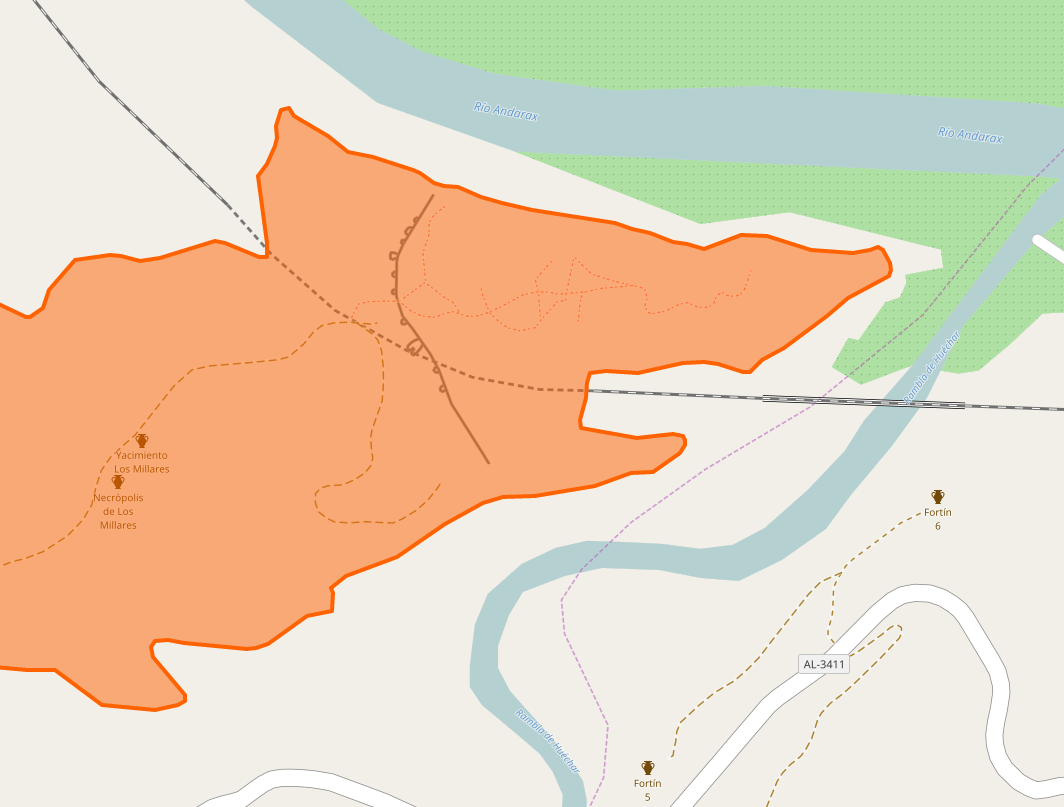
Mapa del yacimiento en OpenStreetMap

Diversas investigaciones llevadas a cabo por distintas universidades han centrado sus estudios tanto en la excavación sistemática de algunos yacimientos pertenecientes a esta época como en la prospección arqueológica, ofreciendo una visión más completa de los territorios que ocupaba la cultura de “Los Millares” durante el IV y III milenio a. C. Esta ocuparía las provincias actuales de Almería, Murcia, Granada y parte de Alicante. 
Así, algunos investigadores como Fernando Molina plantean la presencia de cuatro grupos comarcales: el Grupo del Andarax, el Grupo Almanzora, el Grupo de Lorca y el Grupo de Huéscar-Chirivel. El territorio quedaría estructurado en torno a un gran poblado central, como Los Millares para el Andarax, Almizaraque para el Almanzora, Cabezo del Plomo en Lorca o Cerro de la Virgen para el Altiplano de Granada-Pasillo de Chirivel. 
En el caso de Los Millares este poblado ejercía un control territorial del valle del Andarax y áreas próximas como el Pasillo de Tabernas, Campo de Níjar y el área del Cabo de Gata en los que aparecen poblados como el Terrera Ventura en Tabernas, Ciavieja en el Ejido, o el Barranquete en Níjar. Diversos investigadores como Francisco Carrión plantean la circulación de algunos productos entre Los Millares y áreas colindantes como son la sal, el mineral de cobre, las rocas silíceas o las rocas volcánicas. Asimismo otros investigadores como G. Martínez indican la presencia de circulación de productos a grandes distancias a nivel regional en el caso de las industrias líticas talladas, y con el Norte de África, como prueba la presencia de productos exóticos elaborados con marfil o los huevos de avestruz. 
Las investigaciones del asentamiento de Los Millares nos revelan su complejidad, monumentalidad e importancia, constituyendo uno de los poblados de referencia del sur de la península ibérica y de Europa durante la Edad del Cobre. Las evidencias científicas ponen de manifiesto los cambios ambientales que se ha producido hasta la actualidad, así como la conexión y el intercambio de productos entre ambas orillas del Mediterráneo durante el IV-III milenio a. C.

## Interpretaciones

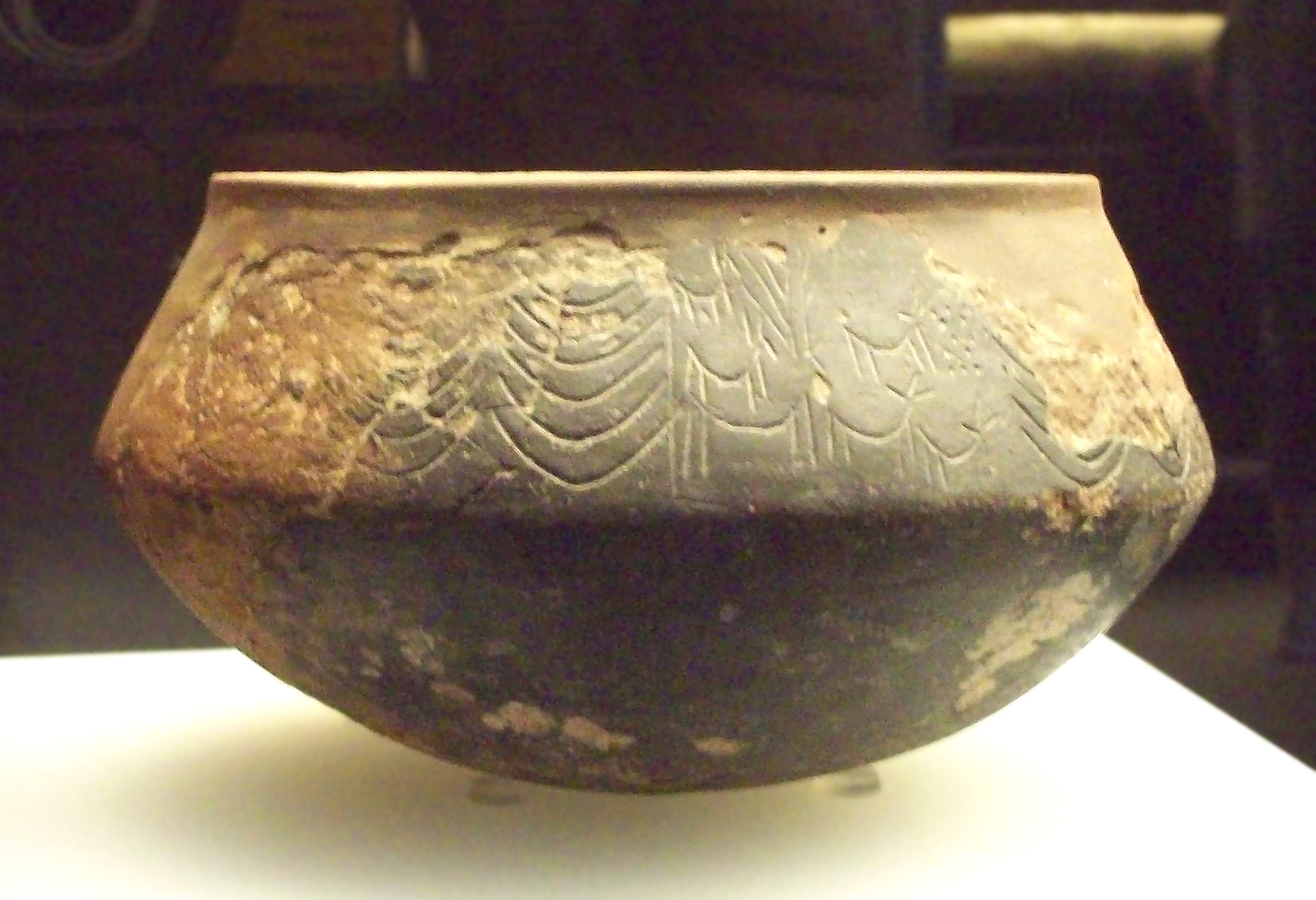
Cuenco de Los Millares decorado con ciervos (M.A.N., Madrid).

A grandes rasgos, dos han sido las líneas de interpretación mediante las cuales se ha querido explicar el aumento de la complejidad cultural durante el Calcolítico en el sudeste ibérico:
- la tesis difusionista u orientalista;
- la explicación evolucionista o autoctonista.

Los hermanos Siret fueron los primeros que introdujeron el término colonia para designar los asentamientos del sudeste español. Posteriormente, Bosch Gimpera los relacionó con unos supuestos grupos norteafricanos que habrían llegado durante el Neolítico a la región. Georg y Vera Leisner retornaron a la idea de que la llegada de colonos orientales estuvo en el origen de la complejidad cultural en la región.
Pero los materiales de importación oriental más antiguos encontrados en España son unas cerámicas micénicas halladas en Córdoba y datadas hacia el 1300 a. C. (las dataciones calibradas de Carbono 14 sitúan Los Millares entre 3100-2200 a. C.). Por otro lado, los ídolos oculados, la cerámica acanalada o pintada y las coladas de cobre del sudeste peninsular tienen características propias, diferentes de los supuestos modelos orientales.
Así que los investigadores no han tenido más remedio que reformular sus teorías y, actualmente, la mayoría de los estudiosos opinan que los cambios culturales y sociales que se dieron en el área de Los Millares durante la Edad del Cobre fueron consecuencia de una evolución autóctona. El problema está en la falta de datos arqueológicos que, por ahora, impiden ofrecer una imagen más completa del alcance de esta evolución.

## Galería fotográfica

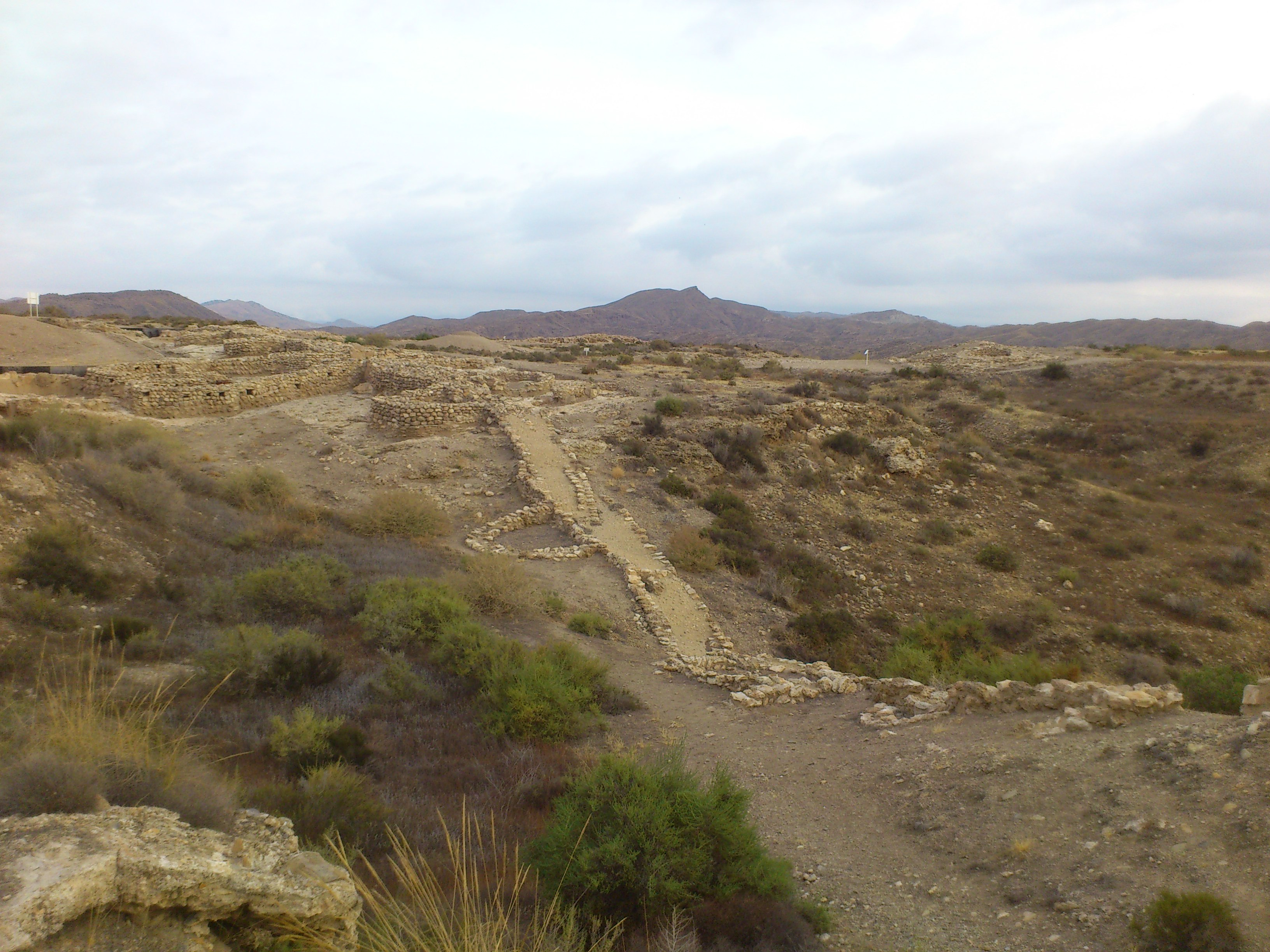
Enclave Arqueológico de Los Millares. Vista general.
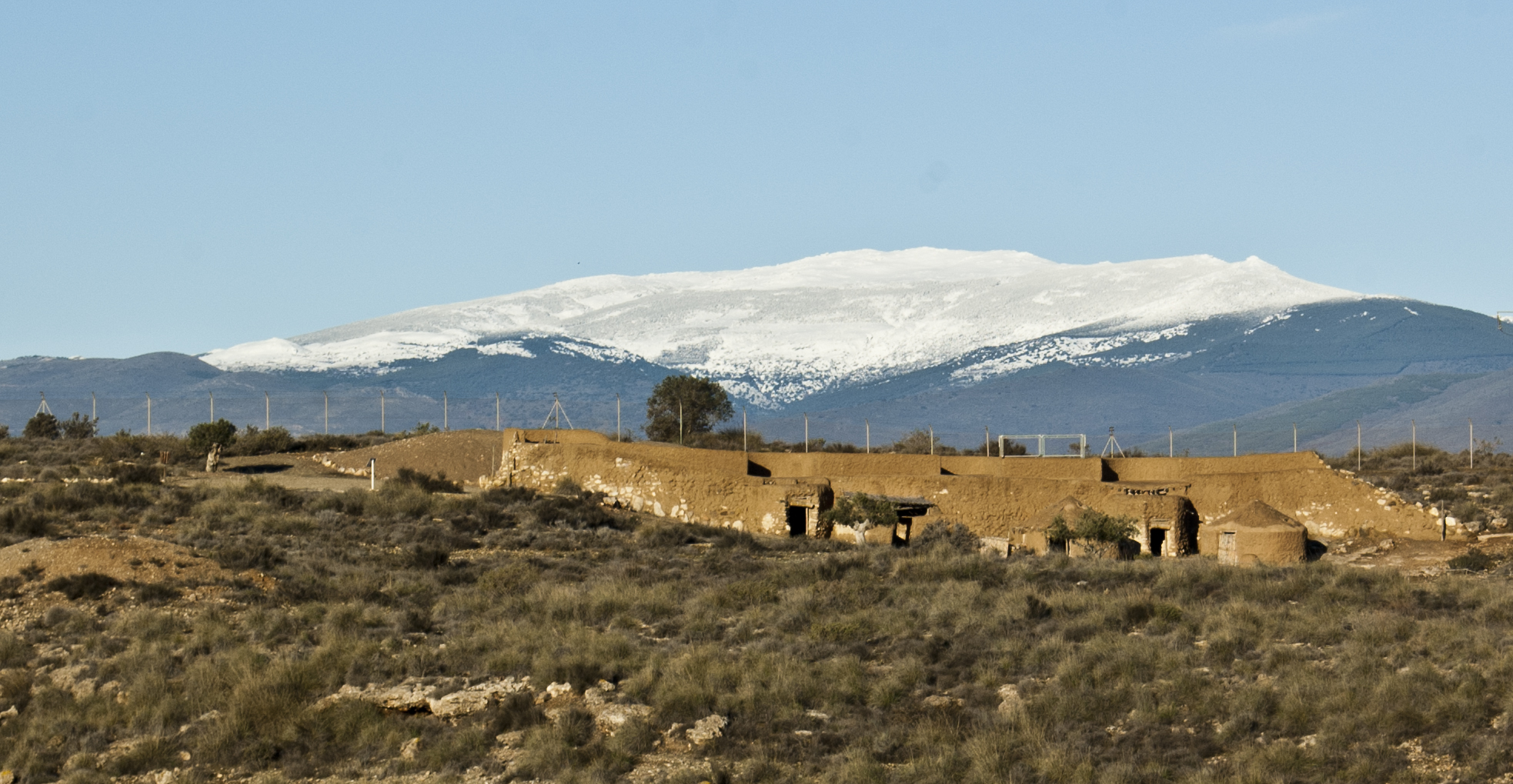
Enclave Arqueológico de Los Millares. Zona interpretativa.
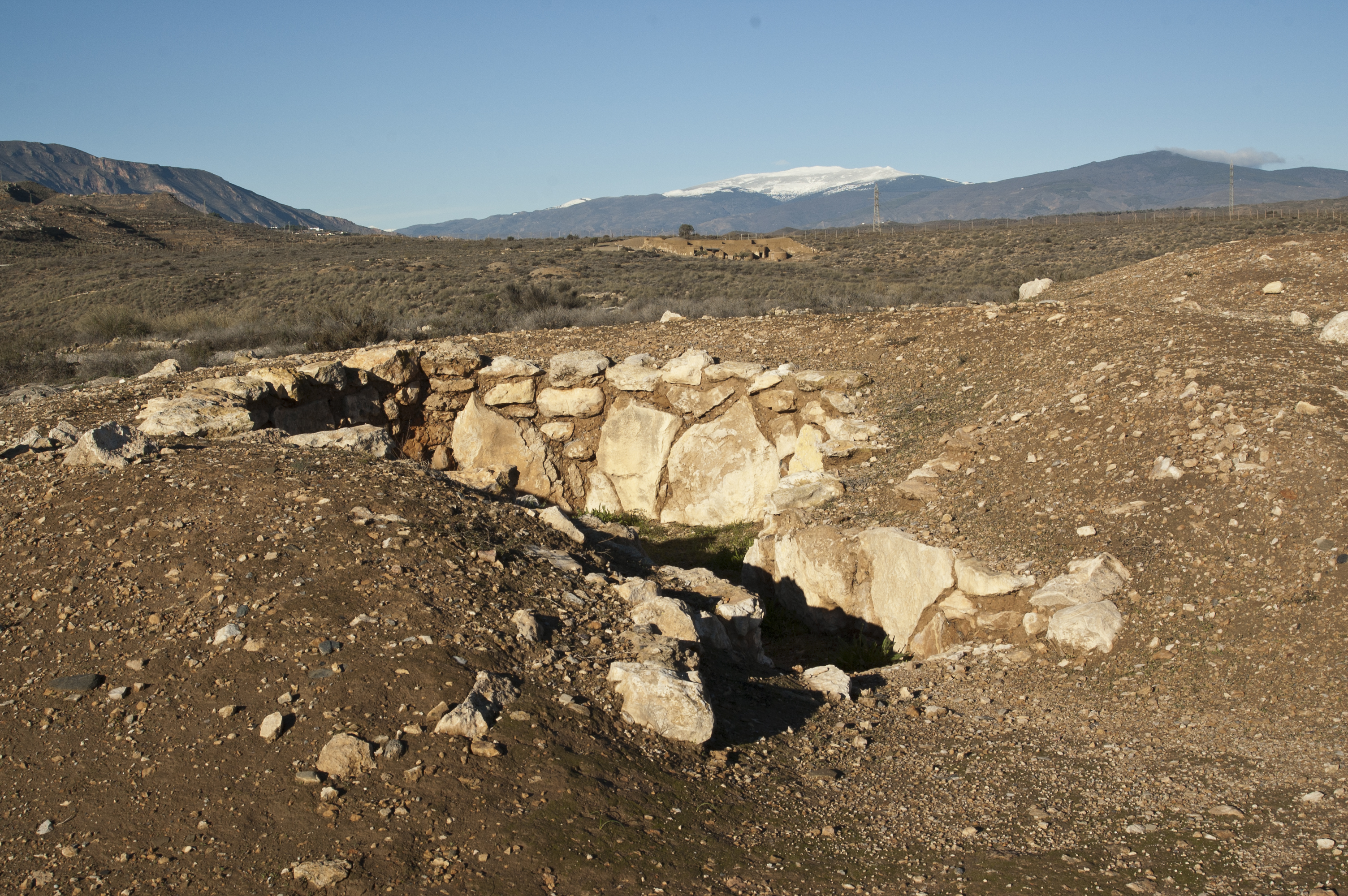
Enclave Arqueológico de Los Millares. Tumbas consolidadas.
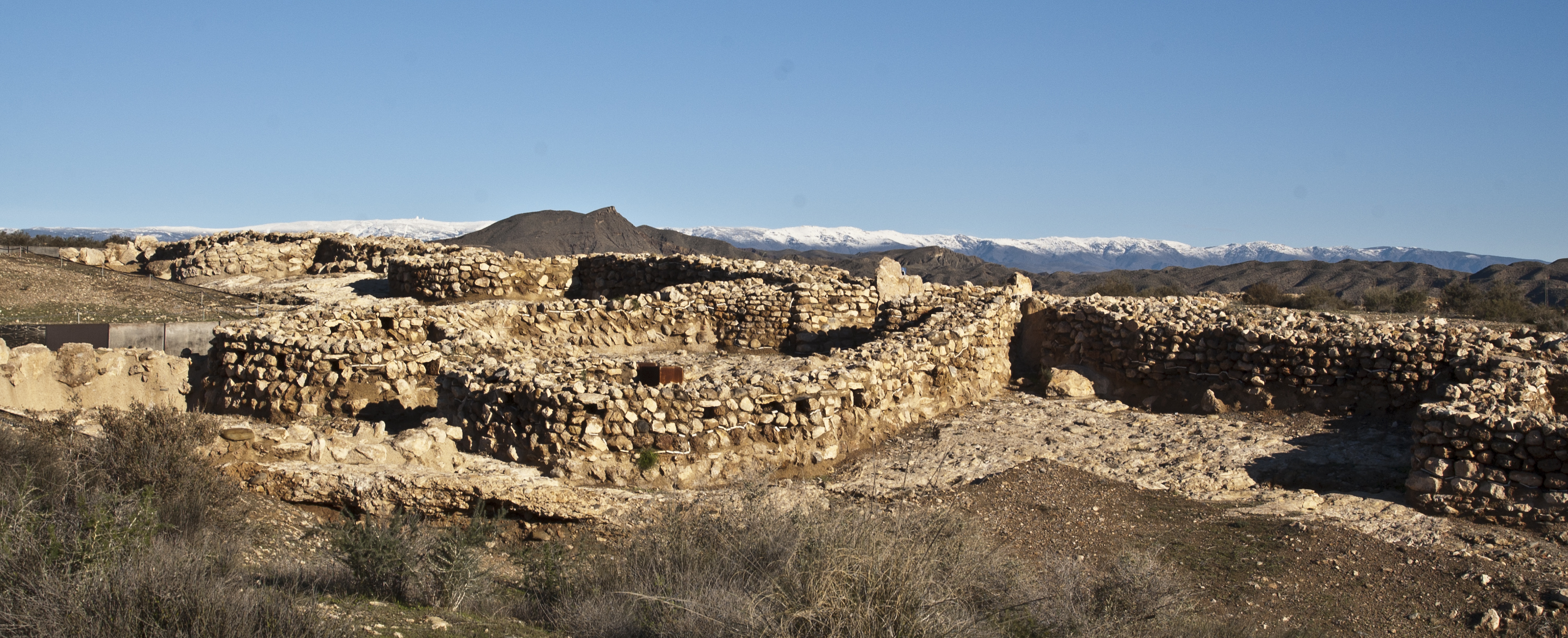
Enclave Arqueológico de Los Millares. Barbacana.
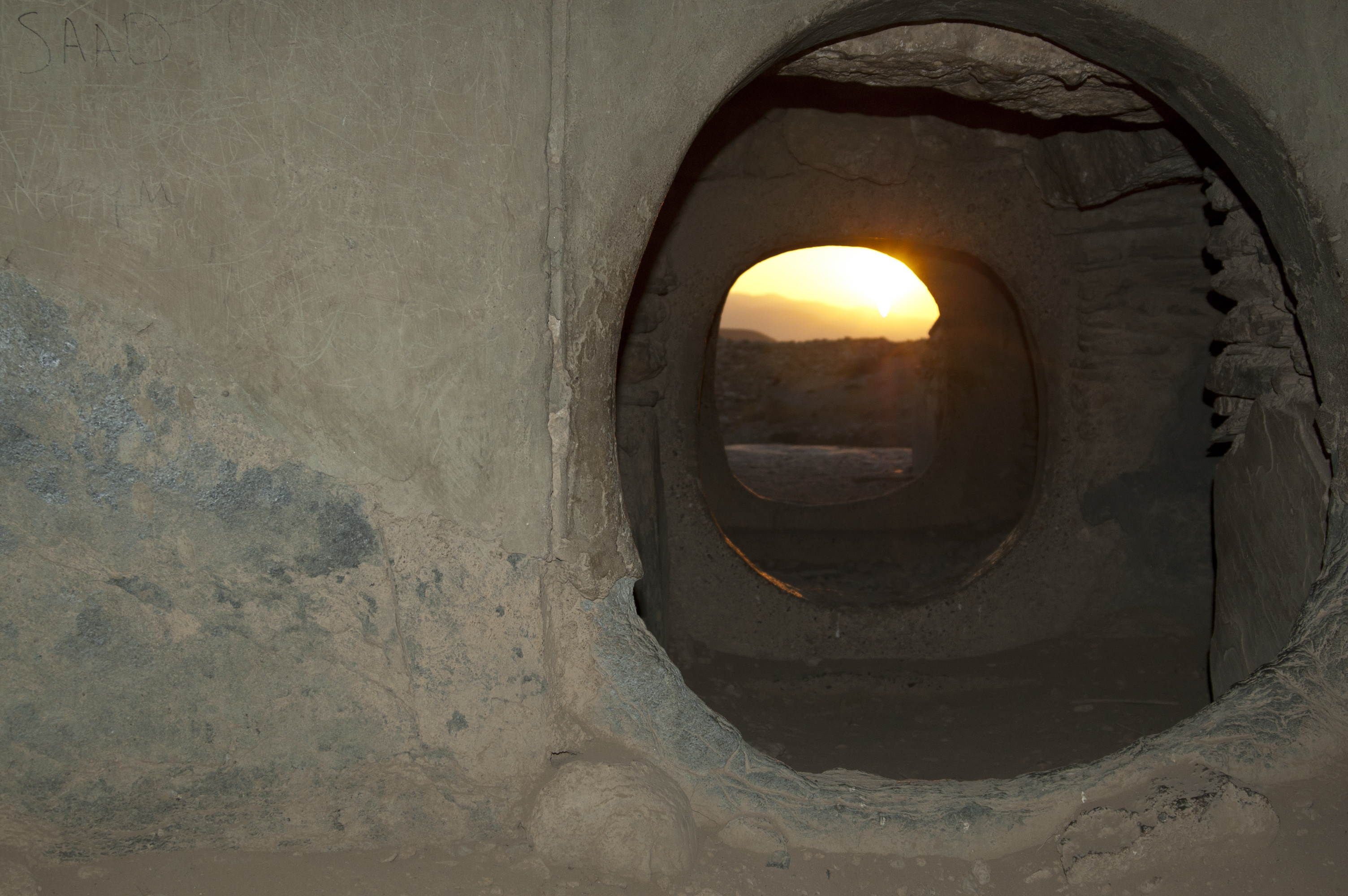
Enclave Arqueológico de Los Millares. Vista del amanecer desde el interior de una tumba.
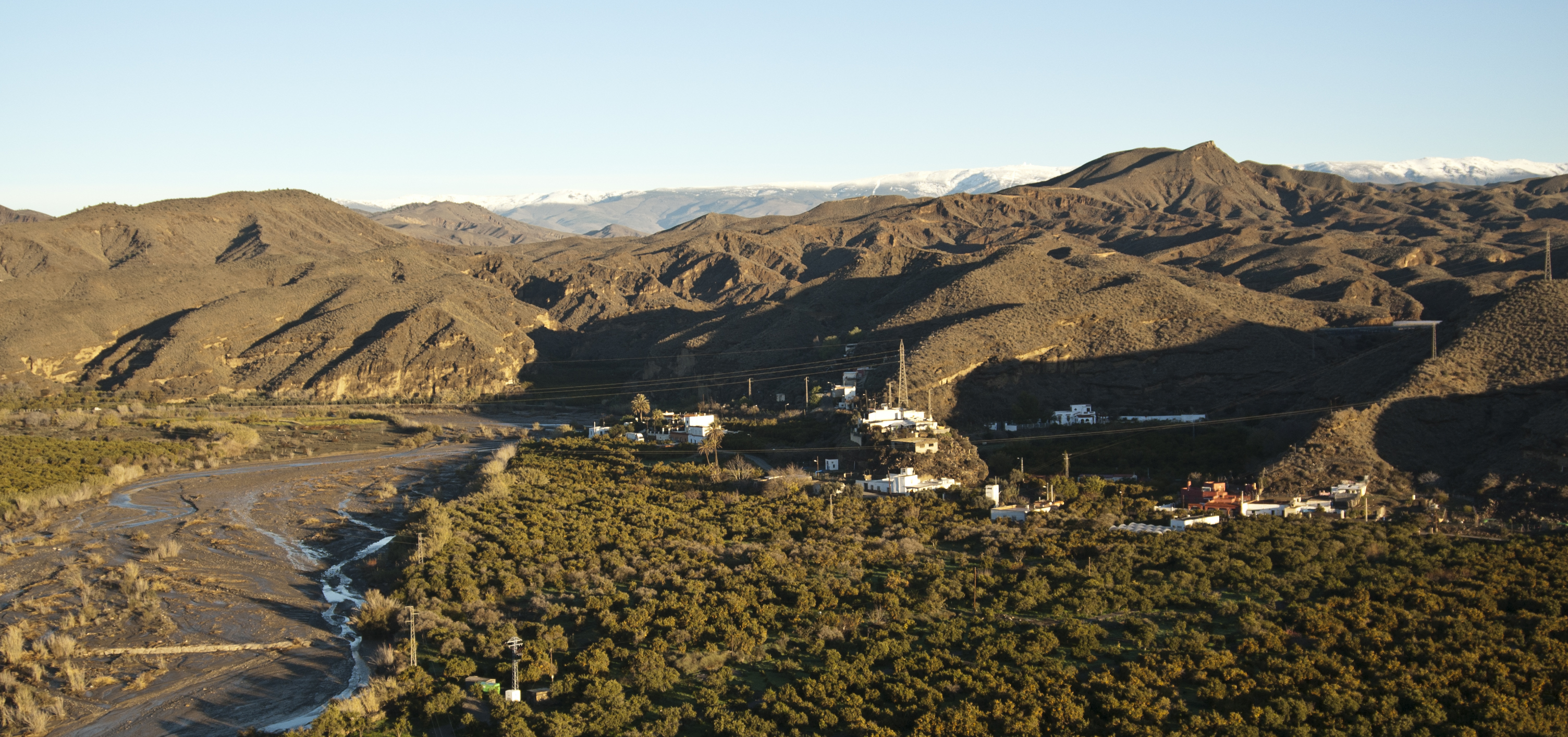
El Andarax, visto desde el Enclave Arqueológico de Los Millares
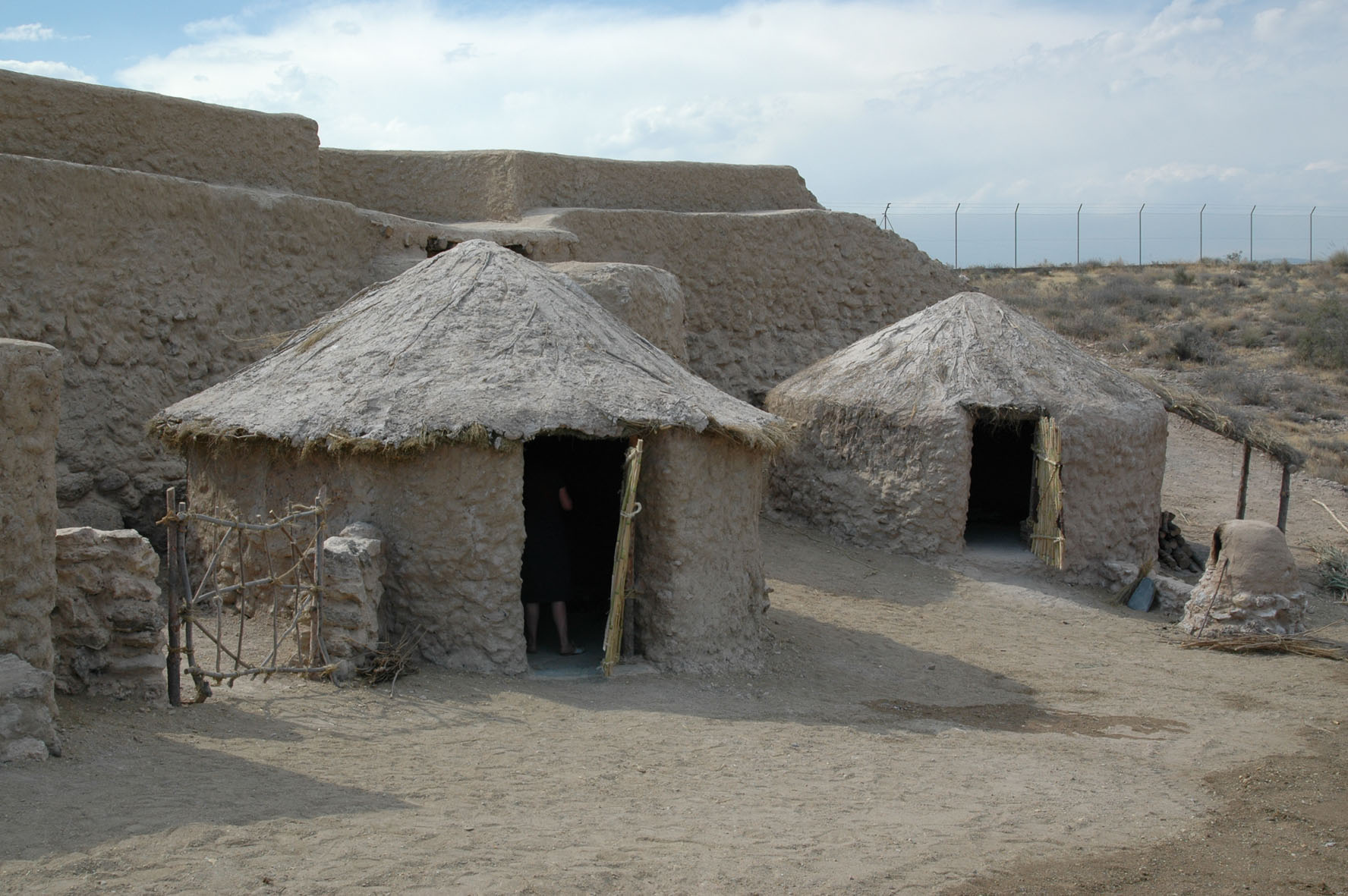
Cabañas reconstruidas en la zona interpretativa de Los Millares
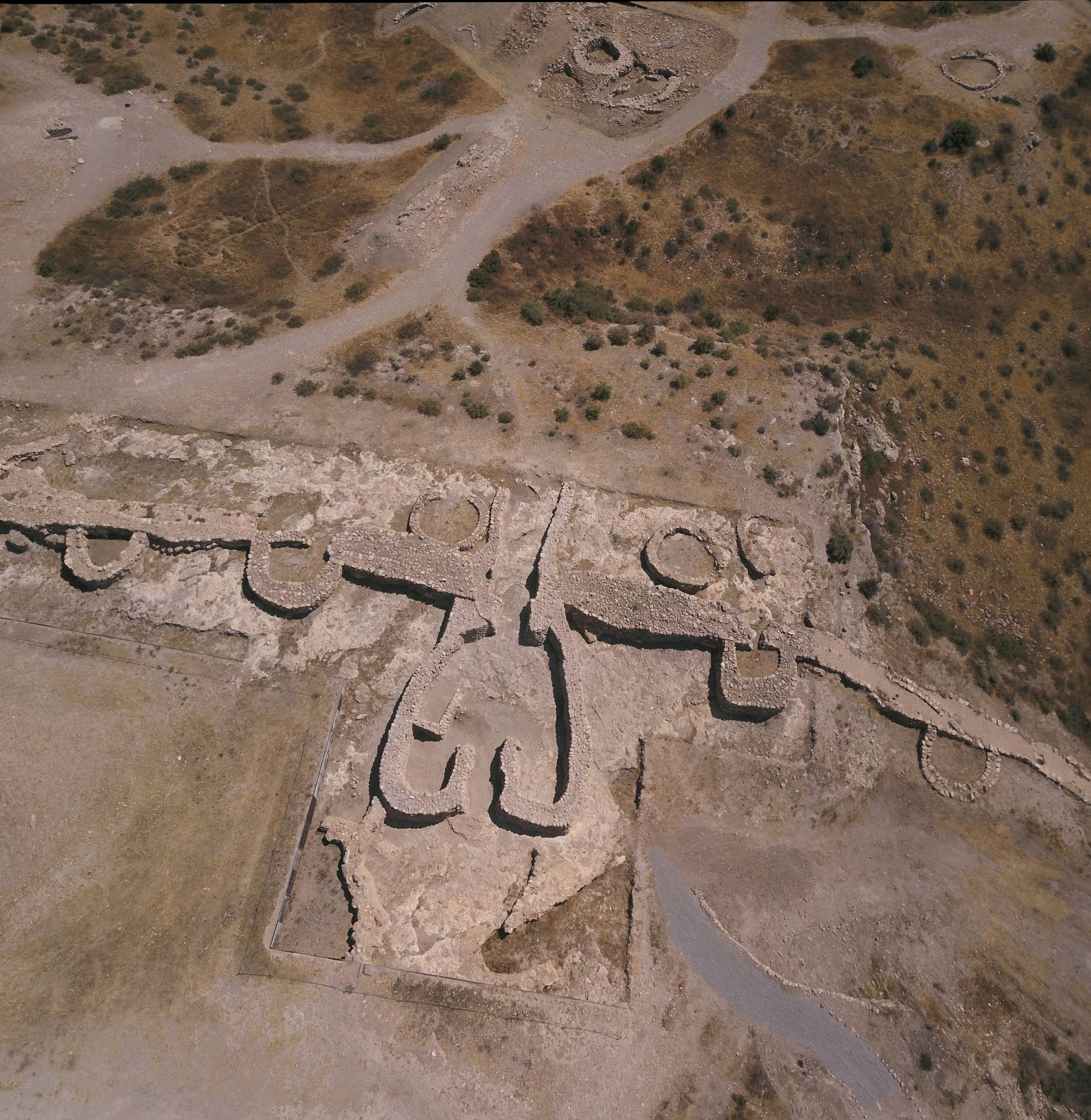
Vista aérea de la puerta principal o barbacana
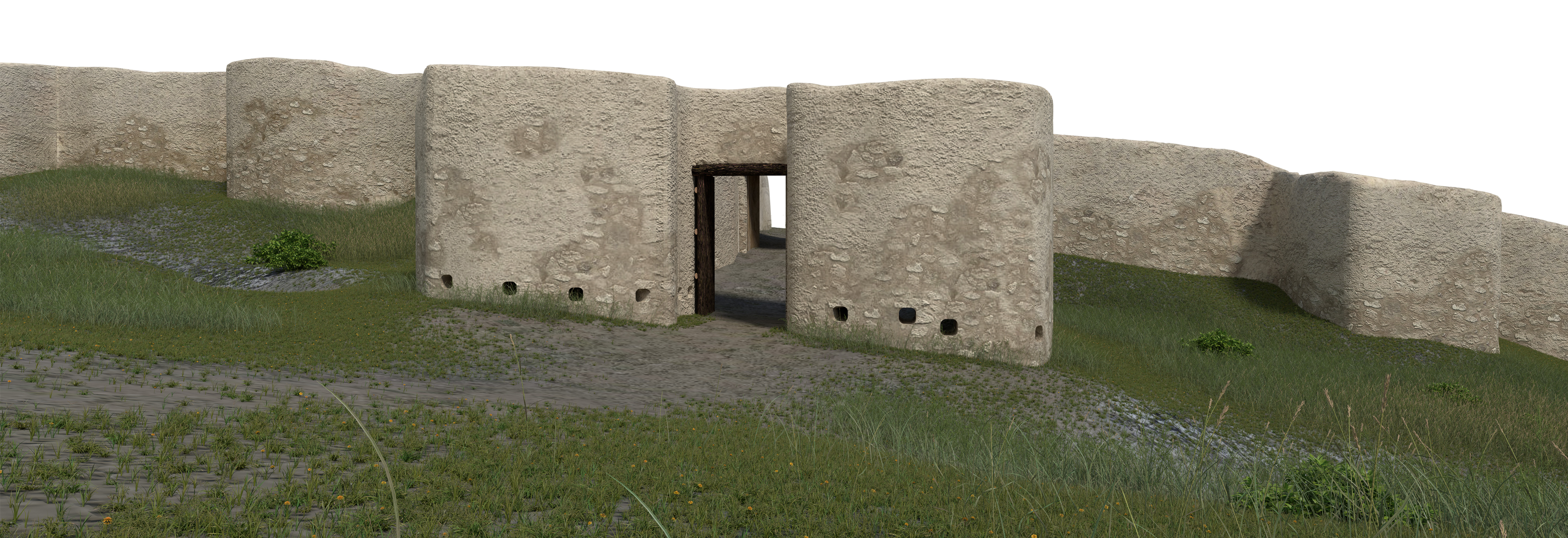
Reconstrucción virtual de la puerta principal de la Línea I
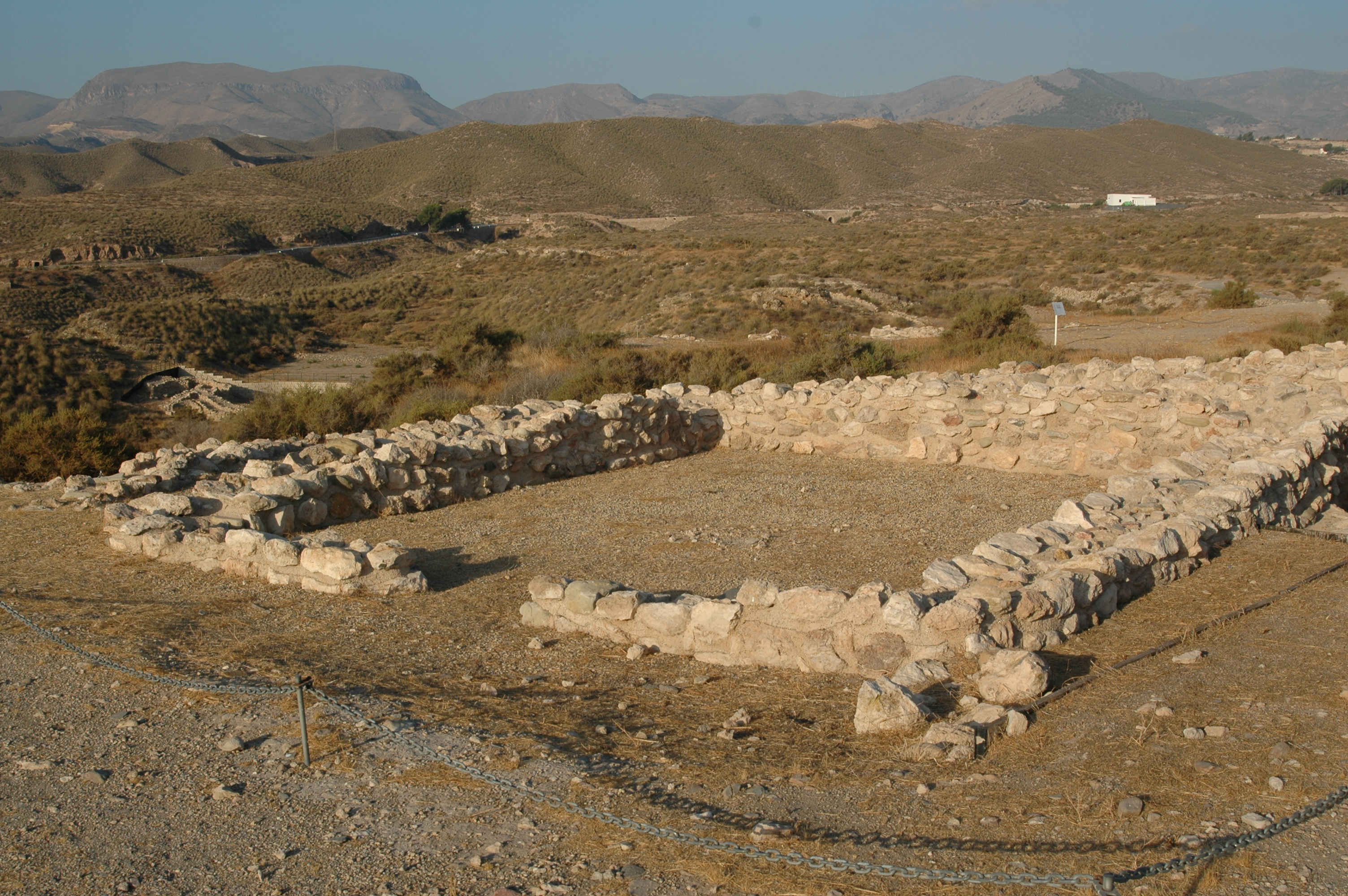
Taller metalúrgico
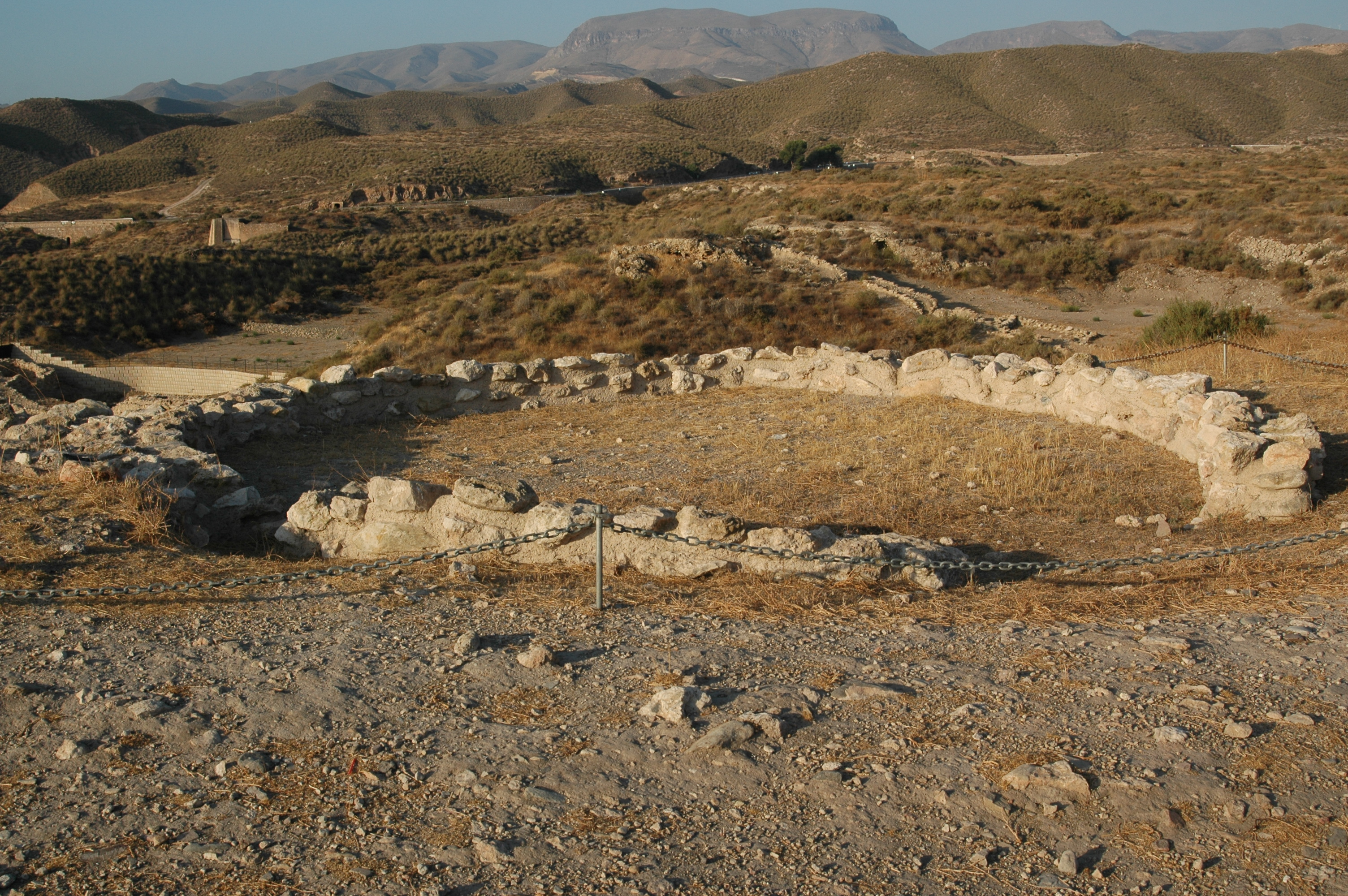
Los Millares. Cabaña excavada al interior de la Línea II de las murallas